# Liisa Pohjola

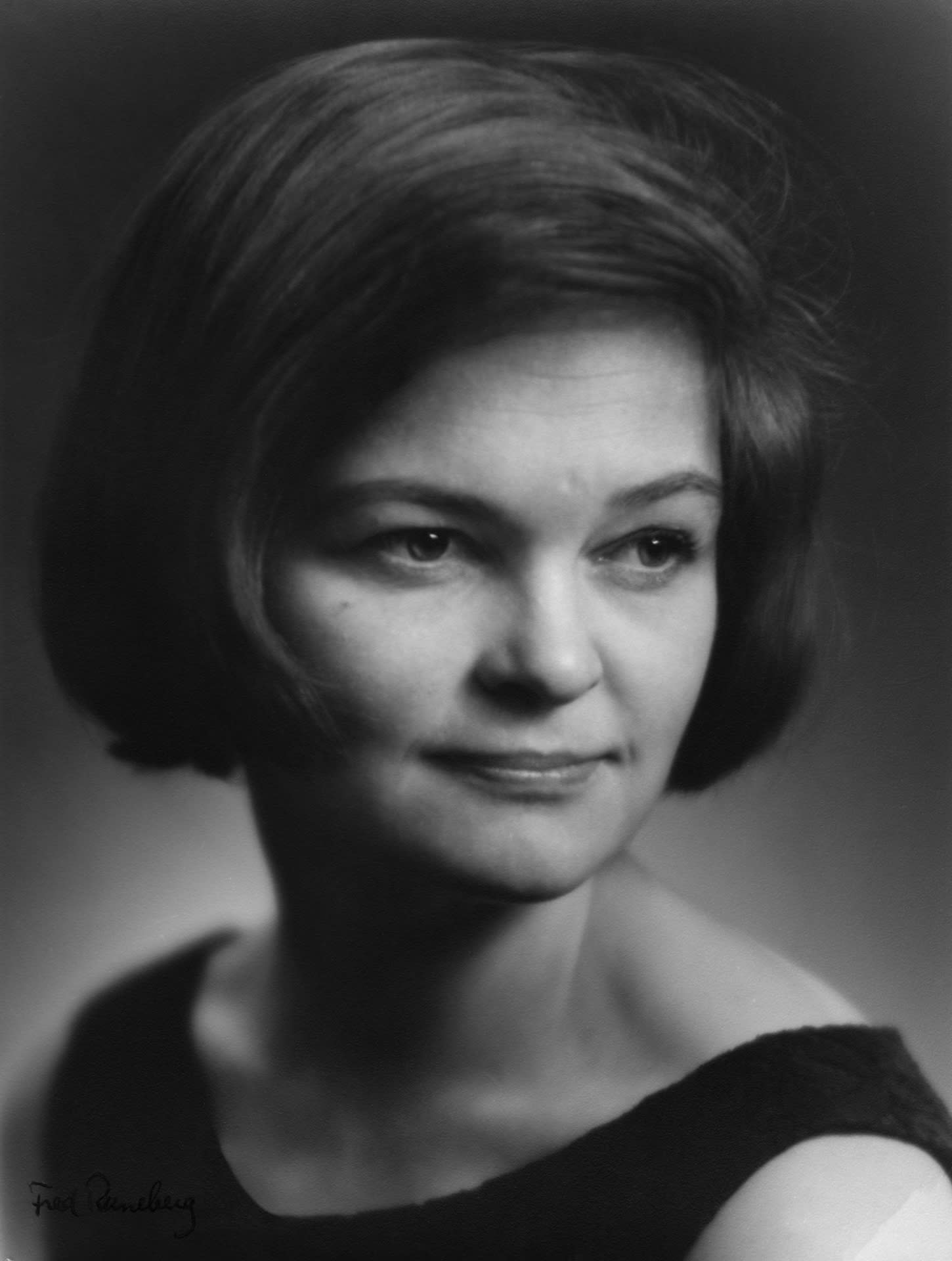
Liisa Pohjola under 1960-talet.

Maija-Liisa Pohjola, född 9 juli 1936 i Seinäjoki, död 31 december 2021 i Esbo, var en finländsk pianist. Hon var syster till Erkki Pohjola och mor till Sakari Oramo. 
Pohjola studerade i Helsingfors, bland annat för Timo Mikkilä, Wien, Essen och Paris. Hon höll sin debutkonsert 1955 och därefter framträdde i Finland och utomlands både som solist och kammarmusiker. Hon var lärare vid Åbo musikinstitut 1963–1965, därefter lektor vid Sibelius-Akademin och professor i pianospel där 1976–2001. 
Pohjola var främst känd som uttolkare av den modernaste musiken och stod för uruppföranden av verk av bland andra György Ligeti, Kalevi Aho, Erik Bergman, Mikko Heiniö och Usko Meriläinen; flera pianokonserter har tillägnats henne. Hon spelade in samtliga pianoverk av Erik Bergman på skiva.